# Isola Chisi
L'isola Chisi è una piccola isola lacustre situata al centro del lago Chilwa. Il lago Chilwa è il secondo più grande lago del Malawi. Gli abitanti dell'isola hanno una buona conoscenza e sanno utilizzare sia la foresta sia il lago. Nelle montagne dell'isola Chisi vi sono santuari di montagna fortificati, che fungono allo stesso tempo da rifugio e da luogo dove andare. Sull'isola Chisi si trova Mchenga, un grosso albero dal tronco più largo di due persone affiancate.